# Marge Piercy
Marge Piercy (* 31. März 1936) ist eine US-amerikanische Schriftstellerin und Feministin.

## Leben und Leistungen
Marge Piercy wurde im Detroit der Weltwirtschaftskrise geboren und wuchs in einer Arbeiterfamilie auf. Sie studierte mit einem Stipendium, engagierte sich politisch, stieß zur Friedens-, Antiatom- und Frauenbewegung. Sie veröffentlichte 17 Romane, zumeist in der Tradition des sozialkritischen US-Realismus erzählt, darunter berühmte historische und Zukunftsromane. Ihre Bücher reflektieren verschiedenste Lebenswelten, insbesondere jüdische und weibliche und zeigen soziale Probleme und Widersprüche, Befreiungsversuche und Kämpfe auf. Sie gilt als eine der einflussreichsten feministischen Schriftstellerinnen des 20. Jahrhunderts und veröffentlichte 19 Gedichtbände. Ihr Werk ist in sechzehn Sprachen übersetzt. Marge Piercy lebt mit ihrem Mann Ira Wood auf Cape Cod.

## Werke
1976 formulierte Marge Piercy in ihrem Roman Frau am Abgrund der Zeit eine radikale Kritik an der Psychiatrie in den USA der 1970er Jahre und entwickelte zugleich die bis heute faszinierende Utopie einer auf genossenschaftlichem Gemeineigentum beruhenden Wirtschaftsform und einer ökologisch orientierten Wissenschaft. Der Roman inspirierte u. a. Donna Haraway zu ihrem Cyborg-Manifest.
Im 1991 erschienenen Zukunftsroman Er, Sie und Es entwickelte Marge Piercy das Szenario einer durch Umweltzerstörung und Atomkrieg weitgehend zerstörten Erde, die von konkurrierenden, multinationalen Konzernen beherrscht wird. Der von William Gibson und Donna Haraway inspirierte Cyberpunk-Roman um künstliche Intelligenz und Mensch-Natur-Technik-Beziehungen schildert den Kampf der freien jüdischen Stadt Tikva gegen die Bedrohung durch einen der großen Konzerne und die subversive Nutzung von High-Tech zur Wahrung der eigenen Unabhängigkeit.
Menschen im Krieg ist ein Roman über den Zweiten Weltkrieg. Dabei geht es nicht nur um die Ereignisse auf den Kriegsschauplätzen, sondern auch um den von Frauen erlebten Alltag des Krieges. Piercy schildert unter anderem, wie ein junger Amerikaner in Washington anhand entschlüsselter Funksprüche Manöver im Südwestpazifik verfolgt, wie eine junge Französin, die Philosophie studieren wollte, zur Résistance stößt, wie ein brotloser Landschaftsmaler, der sich gelegentlich als Mann für gewisse Stunden durchschlägt, beim Geheimdienst landet, aber auch, wie sich in den USA das Leben der „Daheimgebliebenen“ durch den Krieg radikal verändert. „Vieles, was unter Geschichtsunterrichts-Vokabeln eher abstrakt bekannt ist, wird hier plastisch vorstellbar, etwa das Leben in Frankreich unter der Besatzung oder das in London nach dem Blitzkrieg.“

### Auswahl
- 1976 – Woman on the Edge of Time (dt. Die Frau am Abgrund der Zeit, 1986, ISBN 978-3-88619-915-0)
- 1982 – Braided Lives (dt. Donna und Jill, 2003, ISBN 3-88619-482-5)
- 1987 – Gone to soldiers. Menschen im Krieg dt. von Heidi Zerning (Dies ist der Titel der Ausgabe von 2006. Die vorherigen Auflagen 1995, 2001 tragen allein den dt. Titel) Hamburg: Argument Verlag, ISBN 978-3-86754-400-9
- 1991 – He, She and It (Body of Glass) (dt. Er, Sie und Es, 1993, ISBN 978-3-86754-403-0)
- 1994 – The Longings Of Women (dt. Sehnsüchte, 1996, ISBN 3-453-17727-4)
- 1999 – Three Women (dt. Stufen aus Glas, 2001, ISBN 3-453-19935-9)